# Ananteris
Ananteris é um gênero pouco conhecido de escorpiões raros, da família Buthidae. Ele contém 84 espécies distribuídas pela América do Sul, entre elas:
- Ananteris balzanii Thorell, 1891
- Ananteris pydanieli Lourenço, 1982
- Ananteris luciae Lourenço, 1984
- Ananteris maranhensis Lourenço, 1987
- Ananteris sabineae Lourenço, 2001
- Ananteris nairae Lourenço, 2004
- Ananteris faguasi Bojero-Trujillo, 2009
- Ananteris volschenki Bojero-Trujillo, 2009
- Ananteris kalina Ythier, 2018